# Irwin Cotler

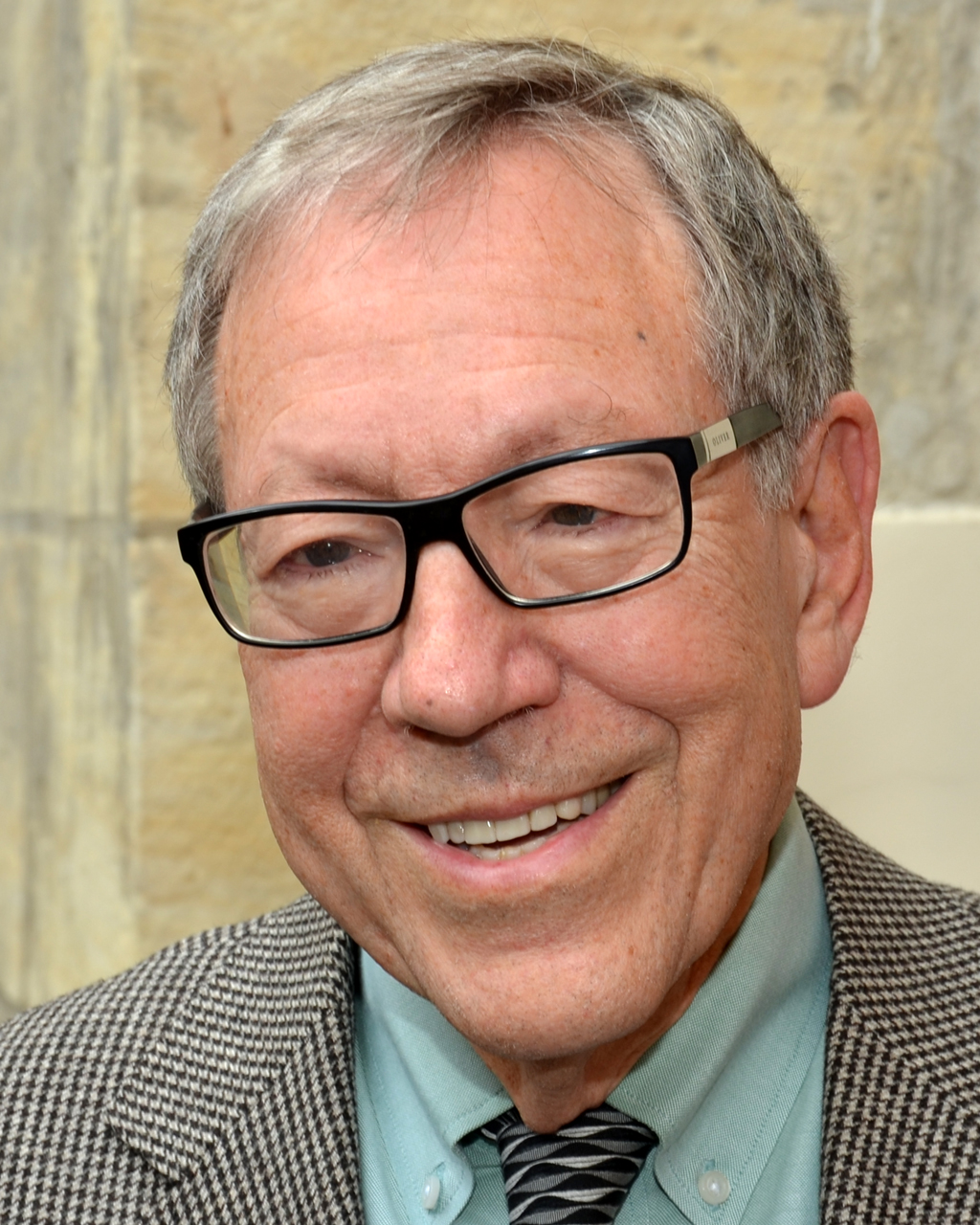
Irwin Cotler (2017)

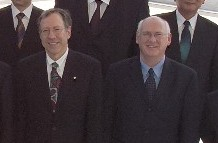
Irwin Cotler (a la izquierda) en Washington, D. C. (en 2004).

Irwin Cotler (Montreal, 8 de mayo de 1940) fue ministro de Justicia de Canadá y fiscal general de Canadá desde 2003 hasta que el gobierno de Paul Martin perdió el poder tras las elecciones federales de 2006. Cotler fue elegido, por primera vez, a la Cámara Canadiense de los Comunes por la circunscripción de Monte Real mediante elecciones en noviembre de 1999, ganando con más del 91% de los votos emitidos.
Asumió el Consejo de Ministros el 12 de diciembre de 2003.

## Inicios
El padre de Cotler fue abogado. Cotler nació en Montreal, Quebec, estudió en McGill University, en la que obtuvo un BA en 1961, y se licenció en Derecho tres años más tarde. Posteriormente, Cotler continuó sus estudios en Yale University. Durante un corto período, trabajó para John Turner, ministro federal de Justicia.
Cotler fue profesor de Derecho en la McGill University, y el director de su Programa de Derechos Humanos desde 1973 hasta su elección como miembro del Parlamento por el Partido Liberal de Canadá en 1999. Cotler también ha sido profesor visitante en Harvard Law School, miembro de Woodrow Wilson en Yale Law School y ha recibido cinco doctorados honorarios. En 1992, fue nombrado Oficial de la Orden de Canadá. Él es un expresidente del Congreso Judío Canadiense.

## Derechos Humanos
Cotler ha servido en el Comité Permanente de Asuntos Exteriores y en la subcomisión de Derechos Humanos y Desarrollo Internacional, así como en el Comité Permanente de Justicia y Derechos Humanos. En 2000, fue nombrado asesor especial del Ministro de Asuntos Exteriores ante la Corte Penal Internacional.
Cotler es considerado un experto en derecho internacional y también en materia de derechos humanos. Como abogado Internacional de derechos humanos, Cotler se desempeñó como abogado de ex prisioneros de conciencia como Nelson Mandela en Sudáfrica, Jacobo Timmerman en América Latina, Muchtar Pakpahan en Asia, así como otros conocidos presos políticos y disidentes [cita requerida]. Cotler representó a Natan Sharansky, quien fue encarcelado en el gulag soviético por el activismo judío. Después de su liberación, Sharansky se convirtió en el vice primer ministro israelí.
Saad Eddin Ibrahim es un activista egipcio, defensor de la democracia, que fue encarcelado por el gobierno egipcio. Ibrahim fue representado por Cotler y absuelto en 2003. Cotler fue asesor de Maher Arar durante parte de la privación de libertad de Arar, y apoyó las demandas para que se genere una investigación pública. También ha defendido tanto a los palestinos y a los israelíes en contra de sus propios gobiernos, y participó en un papel secundario en el acuerdo de paz denominado Camp David entre Israel y Egipto.
En 1986, fue asesor principal del Congreso Judío Canadiense en la Comisión de Investigación Deschênes sobre criminales de guerra.

## Controversia en Caso Mandela
El 5 de febrero de 2015, Carlos Vecchio ―coordinador del partido venezolano Voluntad Popular― anunció durante su visita a Ottawa y Montreal, que «el abogado de Mandela» defendería al líder de la oposición venezolana Leopoldo López, que se encuentra preso en la cárcel militar de Ramo Verde.
Sin embargo declaraciones de líderes sudafricanos contradicen dichas conexiones entre Mandela y Cotler.
El 5 de febrero de 2015, Pandit Thaninga Shope-Linney ―embajadora de Sudáfrica en Venezuela― declaró: «Irwin Cotler no fue abogado de Nelson Mandela y no representa de ninguna manera al Gobierno o al pueblo de Sudáfrica».

## Seguridad Nacional y la legislación
Uno de los desafíos centrales para Cotler durante su etapa como ministro de Justicia fue tratar asuntos relacionados al terrorismo mientras se protegía contra los límites arbitrarios e innecesarios en materia de derechos. Parte de su trabajo en este sentido, ha incluido una revisión de la Ley C-36, Ley contra el terrorismo relativamente reciente de Canadá. La Ley contra el Terrorismo ha sido criticada por algunos grupos de derechos humanos y abogados defensores como un desequilibrado intercambio entre la seguridad y la libertad.
De hecho, Cotler creyó que la legislación generó un desequilibrio entre los derechos y preocupaciones de seguridad nacional, pero también comprendió que era necesario realizar nuevas consultas para revisar la legislación. El 21 de febrero de 2005, Cotler indicó el importante trabajo que representó la Ley C-36, e invitó a expertos y otros grupos para continuar el diálogo con el fin de mejorar la legislación en el proceso de revisión.
Cotler presidió otros cambios legislativos en materia de seguridad nacional. Esto incluía los cambios propuestos a la legislación sobre la privacidad, la cual se conoce con el nombre de "acceso legal", el cual otorga a los agentes de policía y de inteligencia las herramientas para llevar a cabo la vigilancia de las comunicaciones electrónicas en aplicación de la ley y para propósitos de seguridad nacional.
Debido a su cargo como Ministro de Justicia, Cotler ha recibido numerosas solicitudes de varios grupos que piden que los denominados juicios "secretos" y las detenciones sean suprimidas en Canadá.
Sin embargo, estas "solicitudes" y protestas a menudo se basan en información falsa o inexacta. Por ejemplo, los certificados de seguridad son objeto de revisión judicial y control constitucional por la Corte Federal de Canadá y el procedimiento no es "secreto". Más bien, sólo las evidencias referentes a la seguridad nacional son protegidas para evitar su divulgación.
Además, el tribunal de apelación federal canadiense dictaminó, en diciembre de 2004, que los certificados de seguridad son plenamente compatibles con la Carta Canadiense de Derechos y Libertades.
Esta decisión fue apelada ante la Corte Suprema de Canadá. La Corte Suprema escuchó dichas solicitudes en junio de 2006, se ha reservado su decisión.

## Política
A pesar de que Cotler tenía la intención de incursionar en política para tener una breve salida de su carrera académica, esto cambió cuando el primer ministro Paul Martin le pidió que formara parte del Gabinete como ministro de Justicia y fiscal general de Canadá.
Cotler recomendó el nombramiento de numerosas mujeres y jueces indígenas, incluyendo a dos mujeres en la Corte Suprema de Canadá en agosto de 2004: Louise Charron y Rosalie Abella, logrando de esa manera que dicha Corte Suprema tuviera la mayor equidad de género en el mundo.
Cotler intentó introducir varios proyectos de ley para despenalizar la marihuana.
El 22 de febrero de 2006, el Partido Liberal designó a Cotler como Crítico de Seguridad Pública y Preparación para Emergencias en el gabinete en la sombra de la oposición para la 39 ª del Parlamento canadiense. El 18 de enero de 2007, Coetler fue nombrado Crítico para los Derechos Humanos por el recientemente líder electo, Stéphane Dion.
En enero de 2009, Cotler fue nombrado Consejero Especial para los Derechos Humanos y Justicia Internacional por el Partido Liberal. Dicho nombramiento fue efectuado por Michael Ignatieff.

## Opinión sobre lucha contra el racismo, el genocidio y el antisemitismo
Como ministro de Justicia, Cotler presentó por primera vez la Iniciativa Nacional de Justicia contra el Racismo en Canadá, en paralelo con el gubernamental Plan de Acción Nacional contra el Racismo.
Cotler también ha luchado contra el genocidio y la impunidad. Sus intentos de llevar a los criminales de guerra nazis, ante la justicia, han ganado elogios al igual que sus esfuerzos como fundador de grupos parlamentarios de todos los partidos para llamar la atención y la acción con el objetivo de poner fin al genocidio en Darfur. Cotler ha trabajado con un grupo de juristas internacionales para acusar al presidente iraní Ahmadinejad por incitar al genocidio en virtud de la Carta de las Naciones Unidas y la Convención sobre el Genocidio. Cotler lanzó una petición en 2008, titulada "El peligro de un Irán nuclear y genocida: Una responsabilidad para prevenir la petición."
Cotler dividió seis categorías de antisemitismo y encontró trece índices de discriminación contra los judíos que caracterizan el «nuevo judaísmo».
Irwin Cotler es miembro honorario de la Fundación Internacional Raoul Wallenberg.
Cotler fue reelegido al Parlamento en 2008 para representar a la Mount Royal logrando el 55% de los votos en Quebec.

## Vida privada
La esposa de Cotler, Ariela, es nativa de Jerusalén y trabajó como asistenta legislativa para los miembros del Likud de la Knesset israelí desde 1967 hasta 1979.